# 콘웨이 레코딩 스튜디오
콘웨이 레코딩 스튜디오는 1972년에 연 녹음실로, 테일러 스위프트, The 1975, 비욘세, 아리아나 그란데, 브랜디, 데미 로바토, 위켄드, 뱅크스, 에바네센스, 앨리샤 키스, 바브라 스트라이샌드, 스틸하트, 블랙 아이드 피스, 블링크-182, 브리트니 스피어스, 카를로스 산타나, 크리스티나 아길레라, 데이브 매슈스 밴드, 다프트 펑크, 엔리케 이글레시아스, 푸 파이터스, 그린 데이, 건즈 앤 로지스, 저스틴 비버, 저스틴 팀버레이크, 케이티 페리, 케샤, 콘, 레이디 가가, 레이니, 맥 밀러, 머라이어 캐리, 마릴린 맨슨, 마룬 5, 메탈리카, 마이클 잭슨, 마일리 사이러스, 노 다웃, 퍼렐 윌리엄스, 필 콜린스, 핑크, 프린스, 포이즌, 퀸스 오브 더 스톤 에이지, 레이 찰스, 레드 핫 칠리 페퍼스, 씰, 셀레나 고메즈, 스티비 원더, U2, 휘트니 휴스턴 등 많은 아티스트들이 녹음을 하였다.

## 역사
콘웨이 레코딩 스튜디오는 1972년 여덟 트랙을 마스터링하는 스튜디오로 열렸으며, 버디와 수전 브런도가 1976년 구입하였다.